# Néstor Ospina Melo
Néstor Ospina Melo (Cota, siglo XX) fue un militar colombiano. Oficial del Ejército Nacional de Colombia.

## Biografía
Participó en la guerra colombo-peruana, con actuación destacada en la Batalla de Güepí.
También fue enviado a la Guerra de Corea como como oficial del destructor ARC Almirante Padilla, comandado por el capitán Julio César Reyes Canal, alcanzó el rango de capitán de fragata.

## Homenajes
El corregimiento Puerto Ospina de Puerto Leguízamo (Putumayo) fue nombrado en su homenaje.
Batallón de ASPC No 26 SS Néstor Ospina Melo de la Sexta División del Ejército Nacional en Leticia.